# Татарско-Тавлинское сельское поселение
Татарско-Тавлинское се́льское поселе́ние — муниципальное образование в Лямбирском районе Мордовии Российской Федерации.
Административный центр — село Татарская Тавла.

## История
Статус и границы сельского поселения установлены Законом Республики Мордовия от 28 декабря 2004 года № 122-З «Об установлении границ муниципальных образований Лямбирского муниципального района, Лямбирского муниципального района и наделении их статусом сельского поселения и муниципального района».

## Население
| 2002 | 2010 | 2012 | 2013 | 2014 | 2015 | 2016 |
| ---- | ---- | ---- | ---- | ---- | ---- | ---- |
| 806  | ↘794 | ↗805 | ↗808 | ↗835 | ↗857 | ↗861 |
| 2017 | 2018 | 2019 | 2020 | 2021 |      |      |
| ↘857 | ↘839 | ↘830 | ↗831 | ↘777 |      |      |

## Состав сельского поселения
| № | Населённый пункт | Тип населённого пункта       | Население |
| - | ---------------- | ---------------------------- | --------- |
| 1 | Татарская Тавла  | село, административный центр | ↘777      |